# Indoor
Il termine indoor ([ˌɪnˈdɔːr], in italiano anche "al coperto") indica, nello sport, gli eventi che si svolgono in un impianto chiuso e coperto. Il contrario è outdoor ("all'aperto") che indica invece discipline svolte in spazi aperti.

## Origine
Il termine indoor è inglese e significa "dentro un edificio", "al chiuso". L'etimologia, risalente al XVIII secolo, è una contrazione dell'espressione within-door, letteralmente "all'interno della porta".

## Discipline
Esempi di sport indoor sono pallacanestro, pallavolo, pallamano, calcio a 5 e pattinaggio. Oltre che alle discipline collettive, la denominazione si riferisce anche a quelle individuali: esistono, infatti, competizioni di atletica leggera e tennis che - durante i mesi più freddi - si disputano al coperto.
In Italia, dal 1997, è presente anche un campionato di baseball indoor: la "Winter League".

## Altri significati
La parola viene usata anche per descrivere la coltivazione interna di sostanze vietate dalla legge, come le sostanze stupefacenti.